# USA:s territoriella expansion

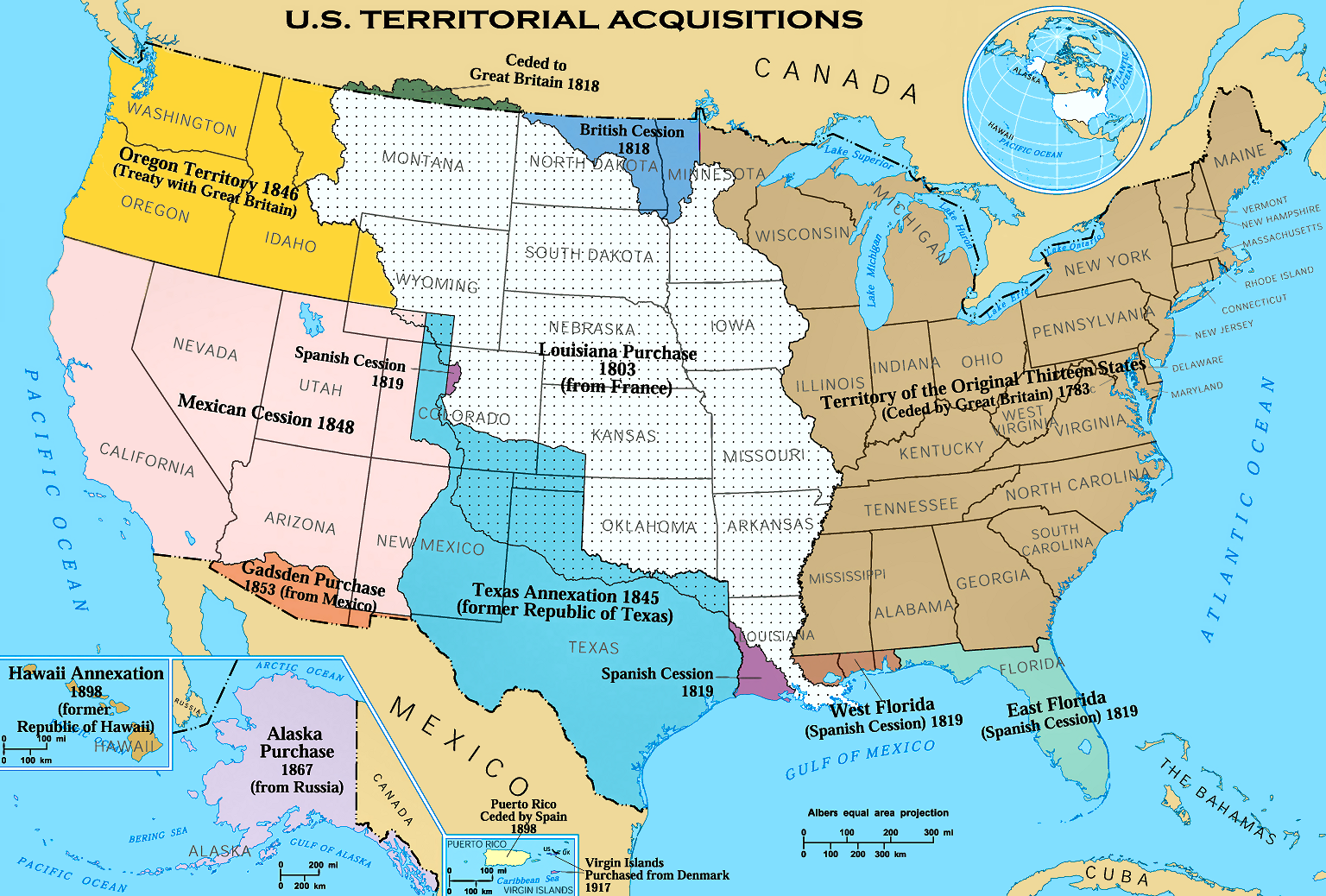
Översiktskarta över USA:s territoriella expansion.

USA:s territoriella expansion startade i slutet på 1700-talet efter Amerikanska revolutionskrigets slut 1783. Förutom expansionen västerut till följd av Indiankrigen då nya delstater och territorier skapades tillkom ytterligare stora områden genom krig mot andra nationer, avtal och markköp. Inom loppet av cirka 100 år fyrdubblades nationens yta och idag är USA med cirka 9,83 miljoner km² världens till ytan tredje största nation.

## Bakgrund

USA:s 13 ursprungliga kolonier.

Efter den Amerikanska revolutionen och Amerikanska revolutionskriget mot Storbritannien till följd av USA:s självständighetsförklaring år 1776 inleddes fredsförhandlingar i Frankrike. Parisavtalet undertecknades den 3 september 1783 och fastslog gränsen mellan brittiska Kanada och USA. USA hade då en areal på cirka 2 310 629 km² och omfattade De tretton kolonierna:
- Province of New Hampshire, dagens New Hampshire
- Province of Massachusetts Bay, dagens Massachusetts
- Colony of Rhode Island and Providence Plantations, dagens Rhode Island
- Colony of Connecticut and New Haven, dagens Connecticut
- Province of New York, dagens New York och Vermont
- Province of New Jersey, dagens New Jersey
- Province of Pennsylvania, dagens Pennsylvania
- Delaware Colony, dagens Delaware
- Province of Maryland, dagens Maryland
- Colony and Dominion of Virginia, dagens Virginia, Kentucky och West Virginia
- Province of North Carolina, dagens North Carolina och Tennessee
- Province of South Carolina, dagens South Carolina
- Province of Georgia, dagens Georgia

## Louisianaköpet

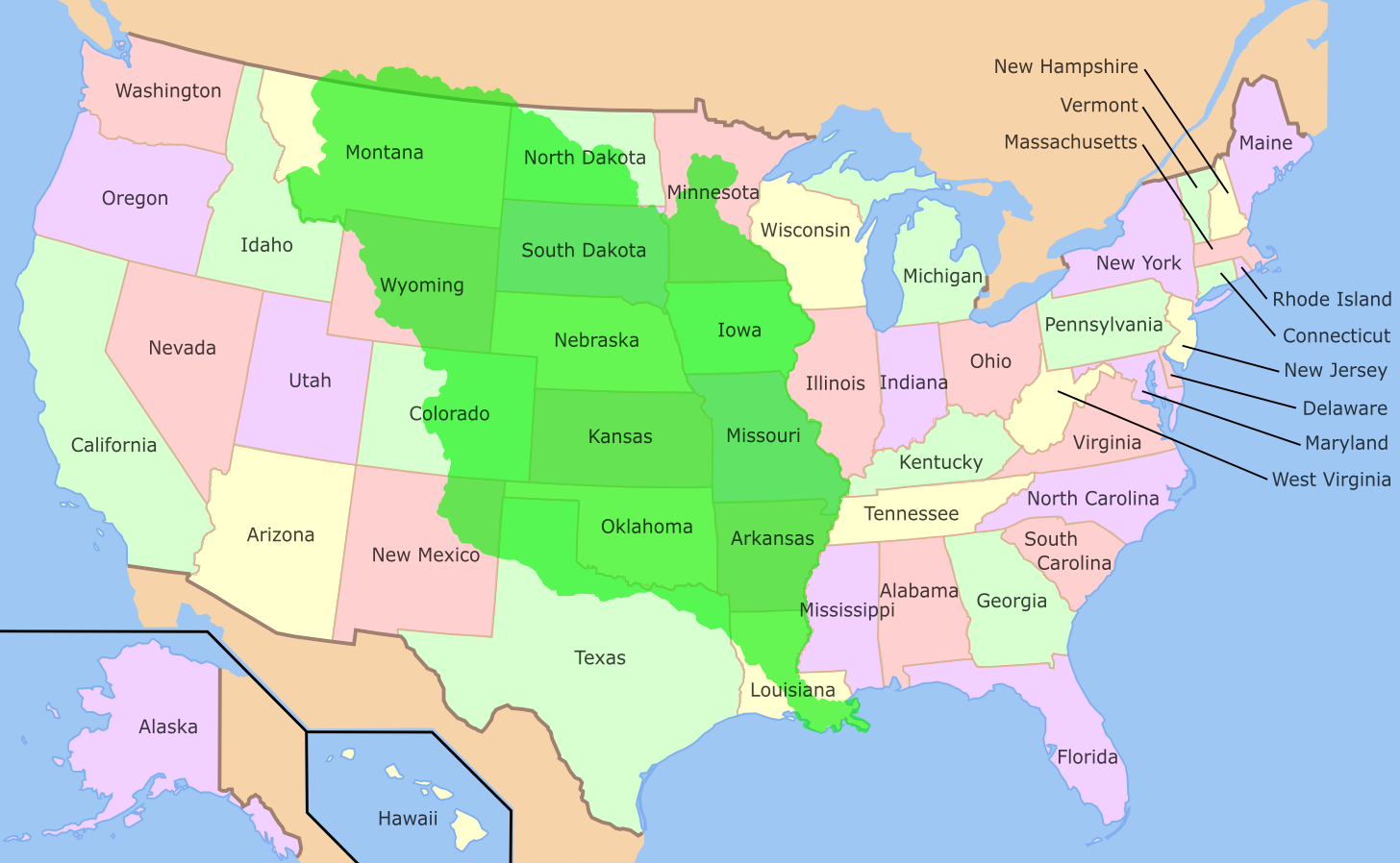
Områdena i Louisianaköpet.

Louisianaköpet (Louisiana Purchase, Vente de la Louisiane) ingicks 1803 mellan USA och Frankrike. Arealen omfattade cirka 2 147 000 km² och köpsumman var cirka 80 miljoner franc / 15 miljoner dollar.
Köpet av den franska kolonin La Louisiane (del av Nya Frankrike) förhandlades av diplomaten Robert R. Livingston under president Thomas Jefferson och Pierre Samuel du Pont de Nemours under Napoleon Bonaparte. Köpet betraktas som den största markaffären i historien och genom köpet fördubblade USA sin tidigare areal. Köpet omfattade dagens:
- Louisiana
- Arkansas
- Iowa
- Missouri
- South Dakota
- Nebraska
- Kansas
- Oklahoma
- delar av Minnesota, North Dakota, Texas, Montana, Wyoming, Colorado och New Mexico samt delar av de kanadensiska provinserna Alberta, Saskatchewan och Manitoba.

## Anglo-Amerikanska fördraget
Anglo-Amerikanska fördraget (Anglo-American Convention, även London Convention) ingicks 1818 mellan USA under president James Monroe och Storbritannien. Arealen omfattade cirka 119 795 km².
Avtalet reglerade gränsen mellan USA och Kanada längs latitud 49° N där USA avstod delar av Alberta och Saskatchewan men istället erhöll delar av södra Manitoba. Fördraget slöts av brittiske Frederick John Robinson och Henry Goulburn och amerikanske Albert Gallatin och Richard Rush. Avtalet omfattade dagens:
- delar av North Dakota
- delar av South Dakota
- delar av Minnesota

Avtalet innebar också en överenskommelse om en gemensam kolonisering av Oregonterritoriet (dagens Washington, Oregon, Idaho och delar av Montana och Wyoming samt British Columbia).

## Floridaköpet

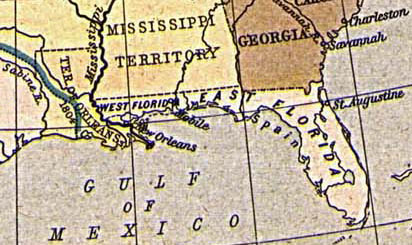
Områdena i Floridaköpet.

Floridaköpet eller Adams-Onísfördraget (Florida Purchase, Adams-Onís Treaty) ingicks 1819 mellan USA under president James Monroe och Spanien. Arealen omfattade cirka 137 375 km² och övergångssumman var cirka 5 miljoner dollar.
Avtalet reglerade gränsen mellan USA och spanska Mexiko kring Florida och Texas. Gränsen var oklar efter Louisianaköpet och president James Madison hade redan 1810 annekterat västra Florida. Gränsen fastslog från Texas längs Sabine River och upp mot västra Nordamerika längs Klippiga bergen. Fördraget slöts av spanske kronrepresentanten Luis de Onís och (US Secretary of State John Quincy Adams (senare president) redan 1819 men ratificerades först 1821. Avtalet omfattade dagens:
- den östra delen av Louisiana
- västra och östra Florida
- liten del av Colorado

## Webster–Ashburtonfördraget
Webster–Ashburtonfördraget (Webster-Ashburton Treaty) ingicks 1842 mellan USA under president John Tyler och Storbritannien. Arealen omfattade cirka 18 130 km².
Avtalet reglerade gränsen mellan USA och Kanada mellan dagens Maine och New Brunswick samt genom sjöarna Lake of the Woods och Lake Superior kring Minnesota och Ontario. Fördraget slöts av brittiske Privy Counsellor lord Ashburton och amerikanske US Secretary of State Daniel Webster. Avtalet omfattade dagens:
- den norra delen av Maine
- den norra delen av Minnesota

## Anslutningen av Texas

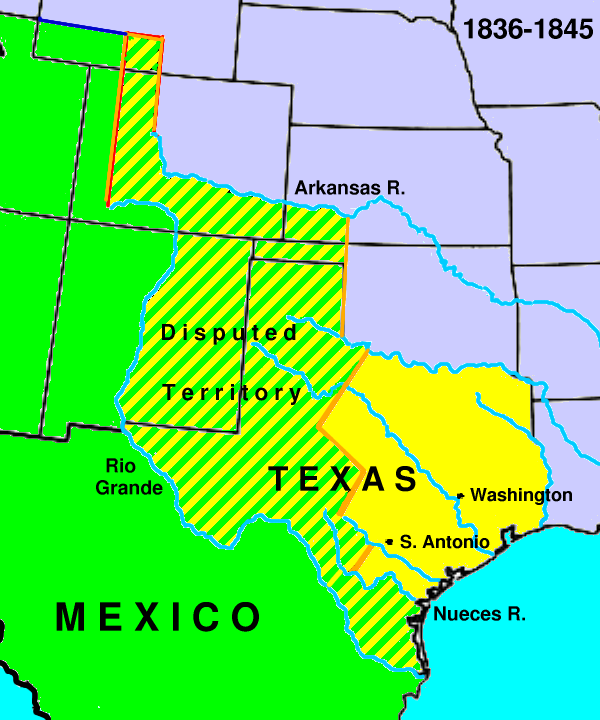
Republiken Texas.

Texasterritoriet hade länge strävat mot att bli del i den amerikanska unionen. 1835 upphävde Mexikos president Antonio López de Santa Anna den mexikanska författningen vilket ledde till väpnat uppror i Texas och i mars 1836 utropades Republiken Texas. I februari 1845 godkände USA:s kongress annekteringen av Texas och den 29 december samma år införlivades området i den amerikanska unionen under president James K. Polk. Arealen omfattade cirka 1 007 935 km² och området omfattade dagens:
- Texas
- delar av Oklahoma
- delar av New Mexico
- delar av Kansas
- delar av Colorado
- delar av Wyoming

Annekteringen ledde senare till ett krig mellan Mexico och USA.

## Oregonfördraget

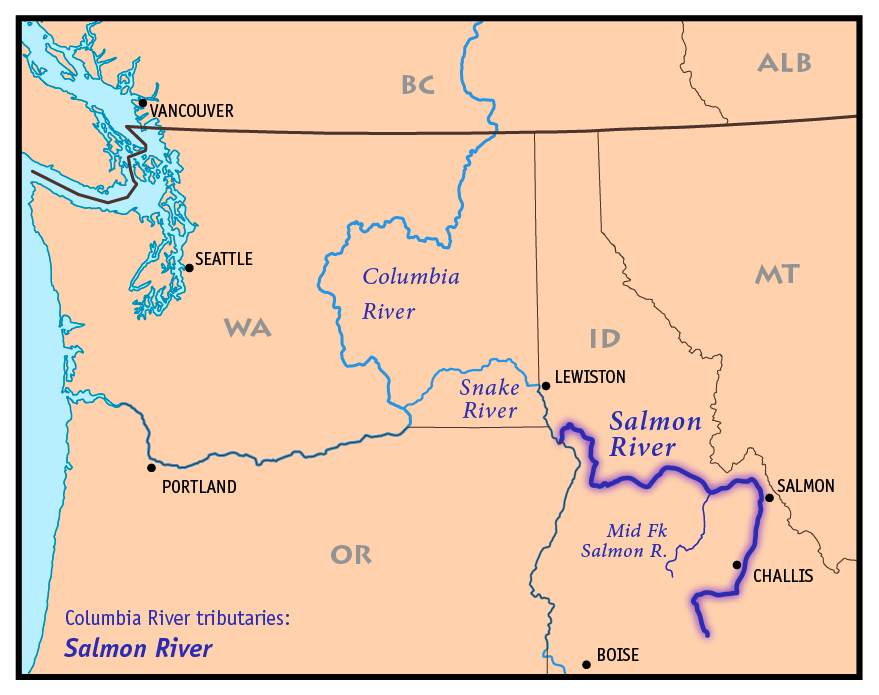
Oregonterritoriet.

Oregonfördraget (Oregon Treaty) ingicks 1846 mellan USA under president James K. Polk och Storbritannien. Avtalet avslutade den gemensamma koloniseringen av Oregonterritoriet som nu delades mellan USA och Kanada längs latitud 49° N. Arealen omfattade cirka 700 000 km² och området omfattade dagens:
- Washington
- Oregon
- Idaho
- delar av Montana och Wyoming

## Mexikanska kriget

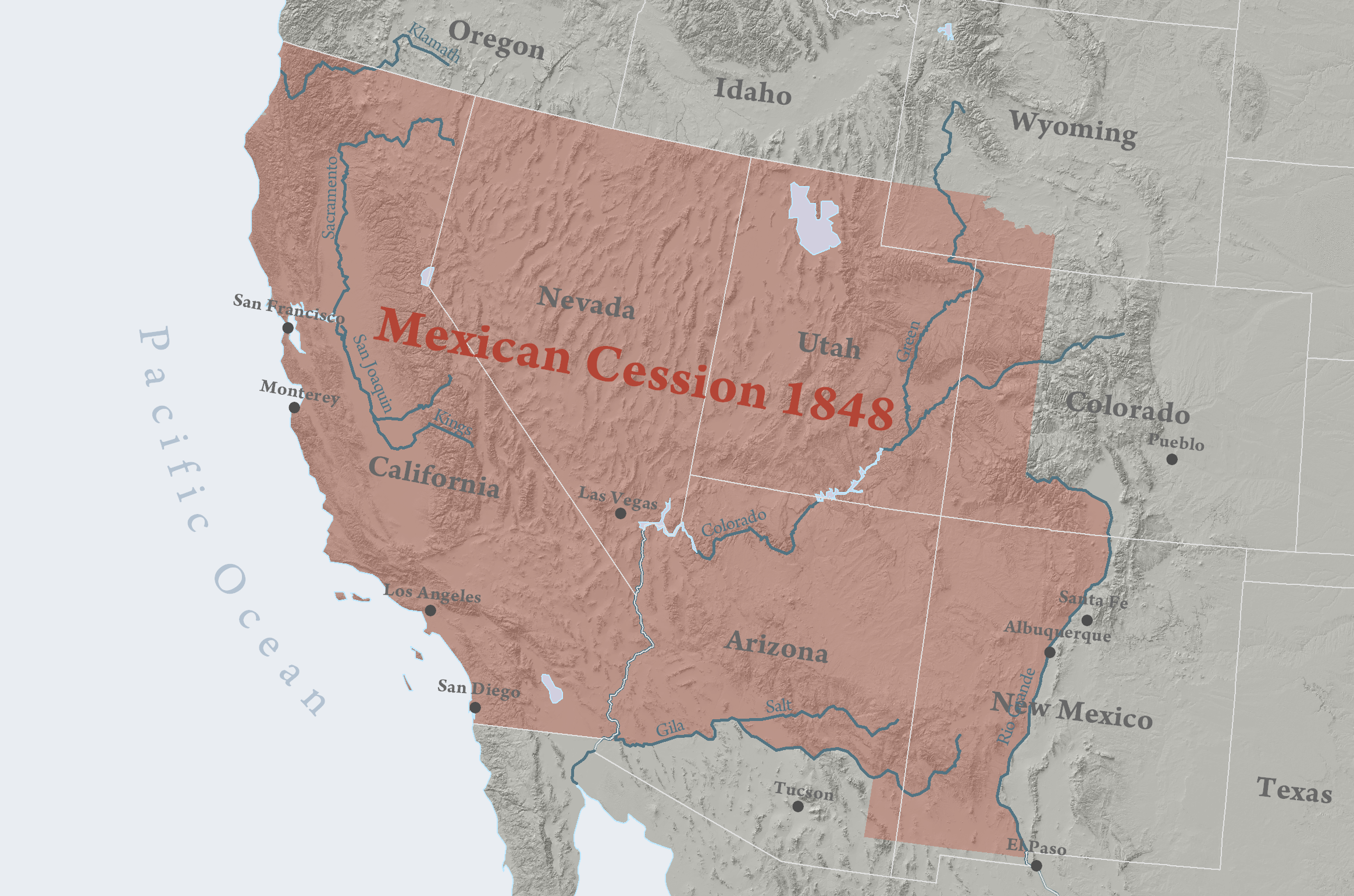
Mexikos förlorade områden.

Mexikanska kriget 1846-1848 var en följd av annekteringen av Texas 1845. Vid Freden i Guadalupe Hidalgo den 2 februari 1848 förlorade Mexiko större delen av sitt nordvästra territorium (Cesión Mexicana). Arealen omfattade cirka 1 400 000 km² och fredsavtalet omfattade dagens:
- Kalifornien
- delar av Arizona
- delar av New Mexico
- Nevada
- Utah
- delar av Colorado
- delar av Wyoming

## Gadsdenfördraget

Området i Gadsdenfördraget.

Gadsdenfördraget (Gadsden Purchase, Venta de La Mesilla) ingicks 1853 mellan USA och Mexiko. Köpet av de mexikanska gränsområdena förhandlades av diplomaten James Gadsden under president Franklin Pierce och mexikanske presidenten Antonio López de Santa Anna. Arealen omfattade cirka 77 000 km² och övergångssumman var cirka 10 miljoner dollar. Köpet omfattade dagens:
- södra delen av Arizona
- södra delen av New Mexico

## Alaskaköpet

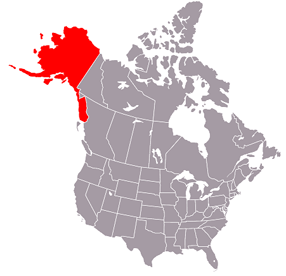
Alaska.

Alaskaköpet (Alaska Purchase) ingicks 1867 mellan USA och Ryssland. Avtalet innebar att Ryssland sålde hela Alaskaterritoriet (Ryska Amerika) till USA. Fördraget förhandlades av ryske diplomaten Eduard de Stoeckl under Alexander II av Ryssland och (US Secretary of State William H. Seward under president Andrew Johnson. Arealen omfattade cirka 1 481 347 km² och priset var 7,2 miljoner dollar. Avtalet omfattade hela dagens:
- Alaska

## Anslutningen av Hawaii

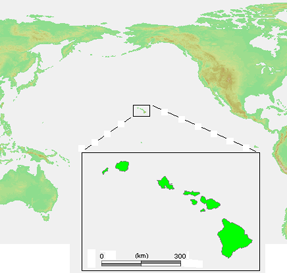
Hawaiiöarna.

Kungariket Hawaii störtades av europeiska affärsmän som tog makten i landet och begärde inträde i USA. 1898 annekterades området av USA under president Benjamin Harrison. Arealen omfattade cirka 16 649 km² och området omfattade dagens:
- Hawaiiöarna

## Områden i Oceanien och Västindien

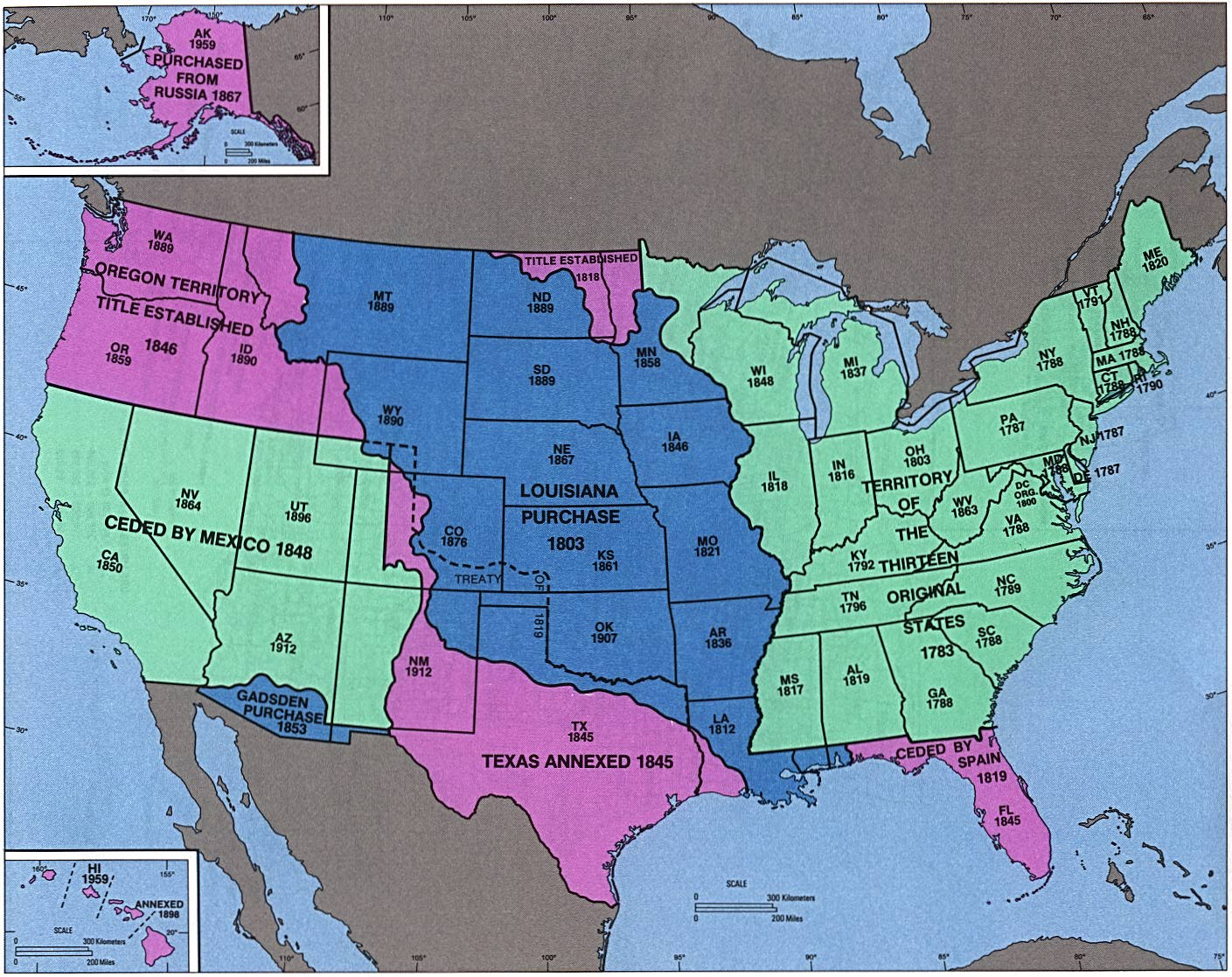
USA:s territoriella expansion.

Åren 1856 till 1922 annekterade USA en rad mindre öar i Stilla havet och Karibiska havet. Dessa är dock inte del av nationen USA.
Vid fredsavtalet i Paris efter Spansk-amerikanska kriget 1898 tillföll Puerto Rico, Filippinerna, Kuba och Guam USA. Den omstridda Guantánamobasen med en areal på cirka 120 km² förvaltas än idag av USA. Vidare annekterades Amerikanska Samoa 1899. Dessa öar är självstyrande och heller inte del av nationen USA.
Åren 1903 till 1999 förvaltade USA Panamakanalzonen, området hade en areal om cirka 1 432 km² och leasades från Panama för en engångssumma på 10 miljoner dollar och 250 000 dollar årligen.

## Köpet av Amerikanska Jungfruöarna
Köpet av Amerikanska Jungfruöarna (United States Virgin Islands) ingicks 1917 mellan USA under president Thomas Woodrow Wilson och Danmark. Avtalet innebar att Danmark sålde sin del av Jungfruöarna (Danska Västindien) till USA. Arealen omfattade cirka 346 km² och övergångssumman var 25 miljoner dollar. Avtalet omfattade dagens:
- västra delen av Jungfruöarna

Detta köp är det sista markköpet som USA genomfört.

## Gränskorrigering Mexiko-USA
1970 justerades gränsen i Texas kring Rio Grande då Mexiko överlät cirka 10,93 km² och USA överlät cirka 8,44 km² kring staden Rio Rico.